# Киш, Йожеф
Йо́жеф Киш (венг. Kiss József, прежде Klein; 30 ноября 1843, Мезёчат, Австрийская империя — 31 декабря 1921, Будапешт, Королевство Венгрия) — венгерский поэт и редактор из русско-еврейской семьи, иммигрировавшей в Венгрию.
Сборники его стихотворений вышли в 1868, 1878, 1888 и 1891 годах. Более всего прочего Киш прославился своими балладами, материал для которых он черпал, главным образом, из еврейских легенд. Кроме того, Киш сочинил эпико-лирическую «Песнь швейной машины» и роман, не имевший успеха. Стихотворения Киша были переведены на немецкий язык Fr. Steinbach (Вена, 1886) и Lad. Neugebauer (Лейпциг, 1887).